# Pío Gómez Nisa
Pío Gómez Nisa (1925-1989) fue un poeta, escritor y periodista español.

## Biografía
Nacido en el barrio sevillano de El Arenal, en 1925, durante su infancia se trasladó a Melilla. Allí realizó sus estudios primarios. Su obra literaria comenzó muy vinculada a la revista Al-Motamid, dirigida por Trina Mercader. Posteriormente llegaría a dirigir la revista Manantial junto a Jacinto López Gorgé. También destacó en el ámbito poético, siendo considerado un «poeta del Régimen». Algún autor lo ha incluido en la llamada «generación sevillana del cincuenta y tantos». En Tetuán —entonces capital del protectorado español de Marruecos— colaboró con el Diario de África, lo que marcó el comienzo de su carrera periodística. Obtuvo el título de periodista en 1961. A lo largo de su vida fue director de periódicos como el Diario de África, Falange, El Eco de Canarias, El Telegrama de Melilla o Diario Español.
Publicó varias obras, entre otras Cuaderno de tres sonetos y una variación (1953), Elegía por uno (1956) o Digo Amor (1996).